# Спрингвју (Небраска)
Спрингвју (енгл. Springview) град је у америчкој савезној држави Небраска.

## Демографија
По попису из 2010. године број становника је 242, што је 2 (-0,8%) становника мање него 2000. године.
| Група             | 2000.       | 2010.       |
| Белци             | 240 (98,4%) | 241 (99,6%) |
| Афроамериканци    | 0 (0,0%)    | 0 (0,0%)    |
| Азијати           | 0 (0,0%)    | 0 (0,0%)    |
| Хиспаноамериканци | 4 (1,6%)    | 1 (0,4%)    |
| Укупно            | 244         | 242         |